# Джильбаб

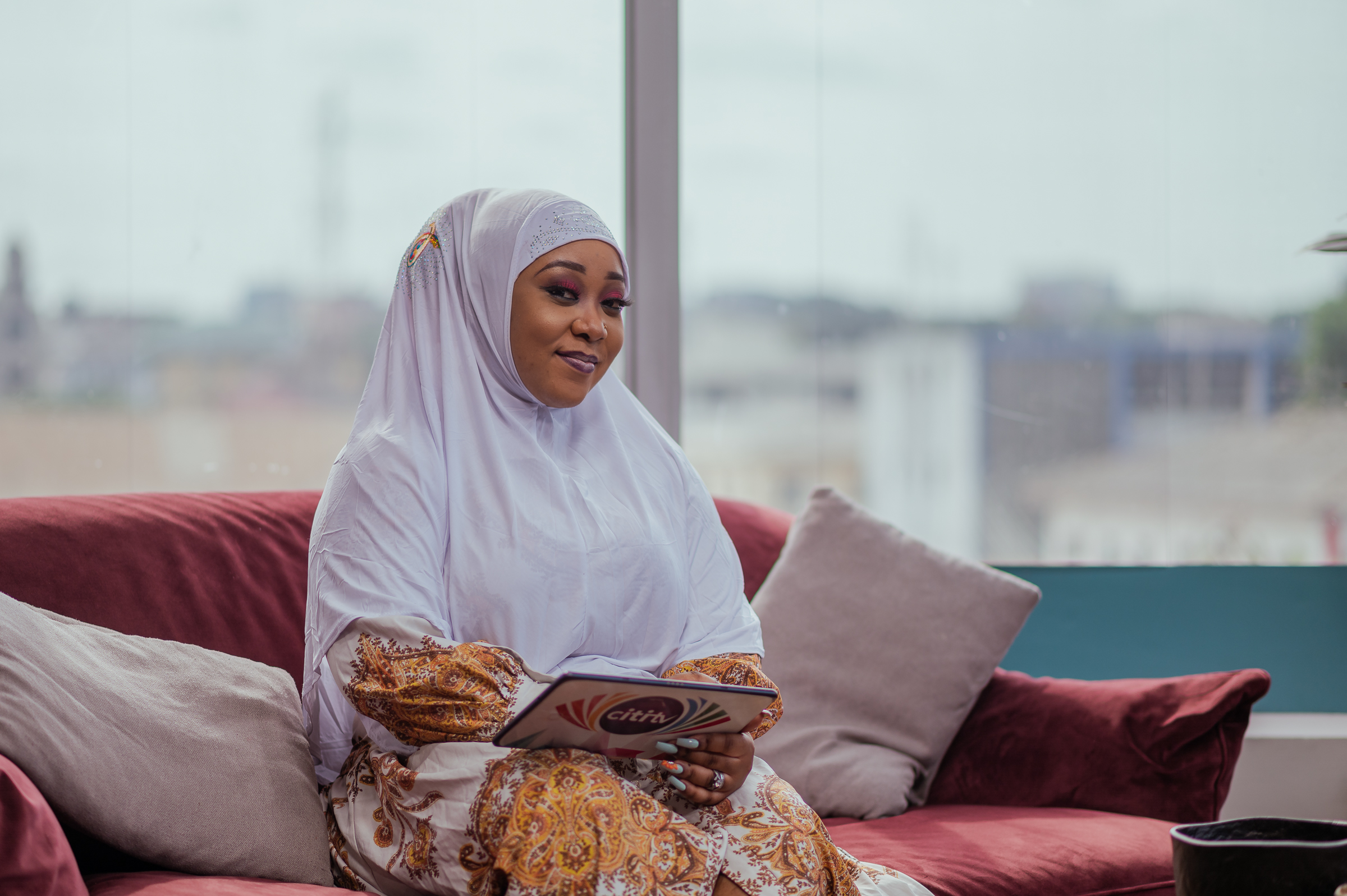
Жінка з Гани, одягнена у форму джильбабу.

Термін jilbāb (також jilbaab, jubbah або jilaabah) (араб. جِلْبَاب) відноситься до будь-якого довгого та вільного пальта чи верхнього одягу, який носять мусульманські жінки. Ті, хто носить хіджаб, вважають, що це визначення джильбабу відповідає коранічному вибору хіджабу. Джильбаб також відомий як чадор серед носіїв перської мови в Ірані та Афганістані. Сучасний джильбаб покриває все тіло, крім обличчя та рук. Деякі жінки також закривають руки рукавичками, а обличчя — нікабом.

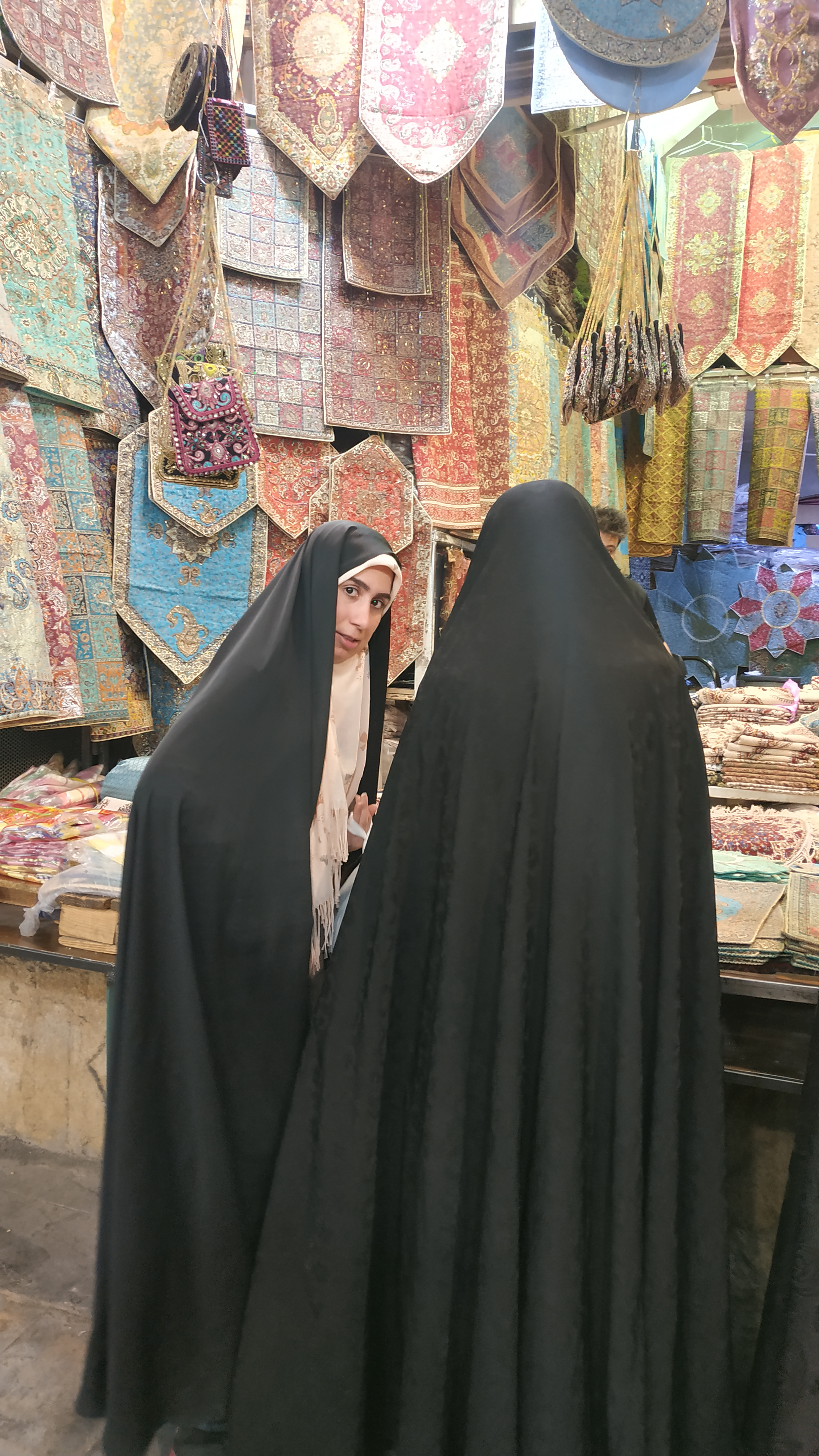
Жінки в Ширазі, Іран, 2019 р., у чадрах

## Коран і хадиси
Згадка множини слова джильбаб, jalabib, міститься в Корані, аят 33:59 (сура Аль-Ахзаб). Популярний переклад транслітерованої арабської мови Юсуфа Алі говорить:
Yā 'ay-yuha n-Nabiy-yu qul li'azwājika wabanātika wa nisā'i l-mu'minīna yudnīna 'alayhin-na min jalābībihin-na; dhālika adnā an yu'rafna falā yu'dhayn. Wakāna l-lāhu Ghafūra(n) r-Rahīmā(n)
О Пророк! Скажи своїм дружинам і дочкам, а також віруючим жінкам, щоб вони одягали свої джальбиб (Джилбабс) на себе (перебуваючи за кордоном): це найбільш зручно, щоб їх знали (як таких) і не приставали. Воістину, Аллах - Прощає, Милосердний.
Кілька хадисів, що коментують вищезгаданий вірш Корану (33:59), згадують джильбаб.
Розповів Умм Салама, Уммуль Му'мінін: Коли був посланий вірш 'Що вони повинні накинути на себе верхній одяг', жінки ансар вийшли так, як ніби у них над головами були ворони, надівши верхній одяг.— Сунан Абі Давуд, Книга 33, номер #4090 (Класифікована Аль-Албані як 'Сахих'))
Розповідав Умм Атійя: Нам було наказано вивести наших жінок з менструацією і екранувати жінок на релігійні зібрання і заклики мусульман на два свята Курбан-Байрам. Ці жінки з менструацією повинні були триматися подалі від Мусалли. Одна жінка запитала: 'О Посланник Аллаха! А як щодо тієї, у кого немає джильбаба?'. Він сказав: 'Дозволь їй позичити джильбаб у своєї супутниці'.— Сахіх Бухарі, книга 8, #347

## Визначення та ступінь

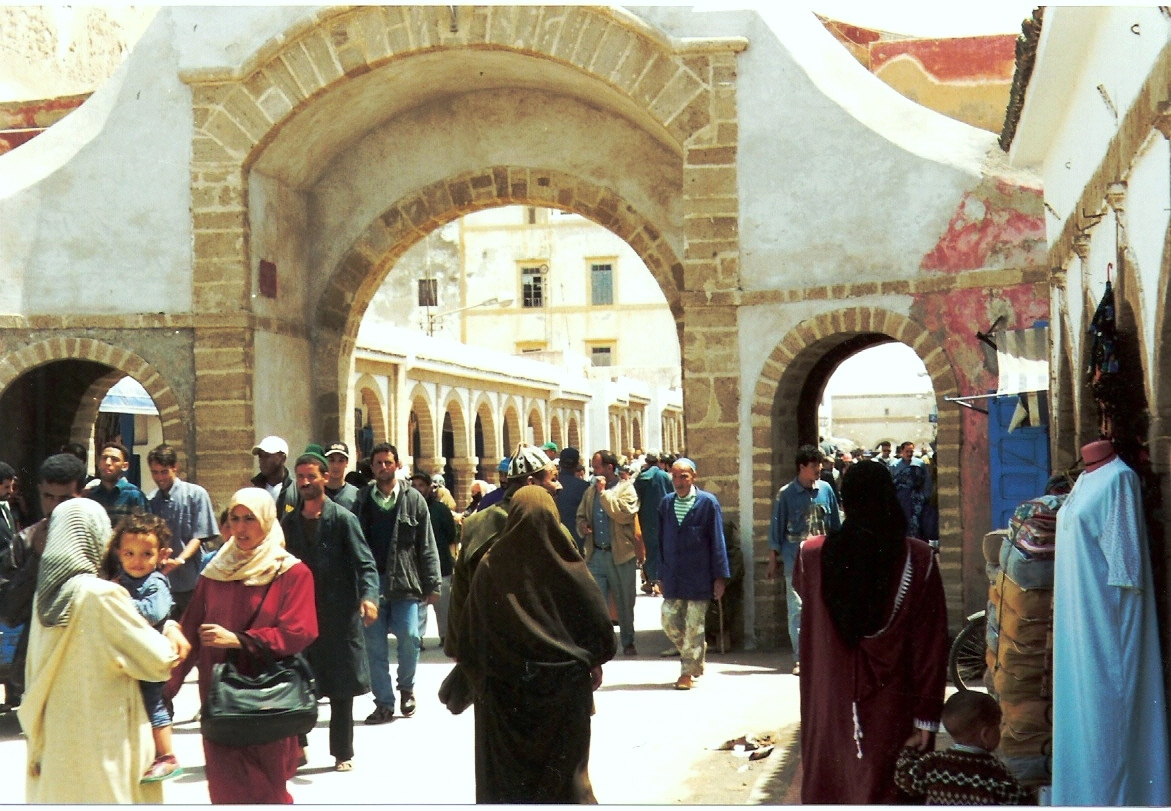
Жінки у традиційному джильбабі у кварталі Медина в Ес-Сувейрі, Марокко.

Оскільки немає ні зображень джильбабу 7-го століття, ні жодного збереженого одягу, зовсім не зрозуміло, чи сучасний джильбаб є тим же одягом, що згадується в Корані.

Корінь самого слова «джильбаб» — [جلب]. Відповідно до Му'джама Макайса Аль-Луги Ібн Фаріса, корінь має два значення:
[Два значення]: одне з них — це прибуття з чимось із місця на місце, а інше — щось, що покриває щось…
Аль-Шаукані вважав, що жінка повинна закривати обличчя джильбабом перед чоловіками, які не є махрамами, і він бере це з хадису про паломництво та коментарі щодо його значення. Він також наводить погляди як Ахмада ібн Ханбала, так і Аль-Шафії:
… [Айша сказала:] «Караван проходив повз нас, коли ми були з Посланником Бога, хай благословить його Бог і дарує йому мир, у стані освячення (тобто під час паломництва). Коли вони наближалися до нас, одна з нас опускала свій джильбаб зі своєї голови на обличчя, і коли вони проходили повз нас, ми відкривали його»….

## Спортивний одяг
Тип спортивного джильбаб був розроблений Nike у 2006 році, що дозволяє жінкам грати у волейбол, дотримуючись традиційного стилю одягу.

## В Індонезії
В Індонезії термін джильбаб відноситься до хустки, а не до довгого та вільного верхнього одягу. 